# Ralf G. Jahn
Ralf G. Jahn (* 5. September 1965 in Geldern) ist ein deutscher Historiker und Genealoge.

## Leben
Ralf Günter Jahn nahm nach dem Abitur 1986 und dem Wehrdienst 1986/1987 zum Wintersemester 1987/1988 ein Studium der Alten Geschichte, Klassischen Archäologie und Philosophie an der Rheinischen Friedrich-Wilhelms-Universität Bonn auf. Er machte er seinen Magister artium (M.A.) 1993 mit einer Arbeit über „Die Deszendenz des Augustus. Genealogische Untersuchungen zur Principatsgeschichte“. Anschließend war Jahn als Privatgelehrter und Dozent am „Institut für angewandte Methodik im Schulungsbereich“ tätig. Parallel dazu erarbeitete er bei Klaus Rosen seine Dissertation mit dem Titel „Der Römisch-Germanische Krieg 9–16 n. Chr.“ Die Arbeit wurde 1999 eingereicht; nach der mündlichen Prüfung im Februar 2000 wurde Jahn zum Dr. phil. promoviert. Aufgabe dieser Arbeit war eine die schriftlichen Quellen und archäologische Überreste sowie die dazugehörige entscheidende Forschung analysierende und weiterführende Darstellung des augusteisch-tiberischen bellum Germanicum, also über den Krieg des Arminius gegen das Römische Reich (Varusschlacht, Feldzüge des Germanicus).
Außerdem studierte Jahn Historische Hilfswissenschaften/Archivkunde, Rheinische Landeskunde, Vor- und Frühgeschichte sowie Politische Wissenschaften und Polnisch. Zu seinen Spezialgebieten gehören der Adel, die Genealogie, die Geschichte des Niederrheins, Elitenforschung, Militärgeschichte und die Antike. Ralf G. Jahn war beim Kreisarchiv Kleve tätig und ist jetzt freiberuflicher Historiker und wissenschaftlicher Genealoge. So ist er historischer Berater beim Genealogisch-Etymologischen Lexikon von Johann Heinrich Barth. Als historischer Dienstleister betreibt er genealogische Forschungen, verfasst und veröffentlicht Familien- und Firmengeschichten, Ortschroniken und ist als Ghostwriter tätig. Unter anderem fand Jahn heraus, wie Paris Hilton von Karl dem Großen abstammt (Ahne in 44. Generation, Kekulé-Nr. 13.307.362.148.216). Der Genealoge verfolgte Paris Hiltons Stammbaum bis ins 8. Jahrhundert zurück und spürte mehr als 1400 Verwandte auf, darunter auch US-Präsident Theodore Roosevelt. Die Frankfurter Allgemeine Zeitung FAZ brachte ein großes Porträt über den „Sherlock Holmes der Genealogie“.
Jahn ist historischer Fachberater beim Mitteldeutschen Rundfunk („Der Friedrich-Schiller-Code“, „Schillers Schädel-Schicksal“, „Dunkelgräfin von Hildburghausen“, „Neues von der Dunkelgräfin von Hildburghausen“). Jahn verfasste auch die Gutachten über die ältesten Erwähnungen der Gemeinde Weeze und des Ortsteils Geldern-Veert.
Beim internationalen Gemeinschaftsprojekt 'Laat vriendschap helen, wat grenzen delen. Das Herzogtum Geldern als Brücke zwischen den Niederlanden und Deutschland' (2000–2001) oblag Jahn die Organisation und Durchführung des wissenschaftlichen Kolloquiums, die (Mit-)Herausgabe des Tagungsbandes, das Verfassen von Ausstellungstexten, die fachliche Beratung bei der Erstellung des Lehrer- und Schülerbandes „Das Herzogtum Geldern. Ein grenzüberschreitendes Geschichtsbuch für Schule, Museum und Archiv“, sowie das Verfassen mehrerer wissenschaftlicher Aufsätze. Der Historische Verein für Geldern und Umgegend e. V. erhielt für dieses Projekt 2002 den Preis „Aktive Bürgerschaft“ der „Stiftung Aktive Bürgerschaft“.

## Lösen historischer Rätsel

### Fall Schiller
„Die Gebeine keiner anderen historischen Persönlichkeit haben ein so großes Interesse erregt und zu einer so großen Anzahl von fachwissenschaftlichen Publikationen mit kontroversen Ergebnissen und Meinungen geführt wie jene von Friedrich Schiller. Ihm werden nicht nur zwei Schädel, sondern auch zwei Skelette zugeschrieben,“ so der Anthropologe Herbert Ullrich.
1826 hatte der Weimarer Bürgermeister Carl Leberecht Schwabe (1778–1851) aus der Schiller-Gruft im Kassengewölbe auf dem Jakobskirchhof einen Schädel geborgen, den Ludwig Friedrich von Froriep (1779–1847) als den Schillers bezeichnete und in der Fürstengruft neben Goethe beisetzen ließ. Seitdem wird dieser Schädel daher als „Schwabe-Schädel“ (von den Germanisten und Literaturwissenschaftlern) oder „Fürstengruft-Schädel“ (von den Naturwissenschaftlern) bezeichnet.
Der Fürstengruft-Schädel befand sich vom 24. September 1826 bis Ende 1826 in Goethes Wohnhaus. Am 25./26. September 1826 schrieb Goethe die Terzinen „Bei Betrachtung von Schillers Schädel“. Als Goethe dies dichtete, hatte er einen Totenschädel vor sich, den er für den Friedrich Schillers hielt. Dies geschah allerdings nicht im Beinhaus (das Gedicht beginnt mit dem Vers „Im ernsten Beinhaus wars, wo ich beschaute“), sondern in Goethes Haus, wo der Schädel auf einem blauen Samtkissen unter einem Glassturz lag. Kurz vor der Einbettung der vermeintlichen Gebeine und des Schädels Schillers in den Sarkophag am 16. November 1827 wurde der Fürstengruft-Schädel in Goethes Auftrag abgegossen. Der Abguss befindet sich heute in Goethes Wohnhaus am Frauenplan.
Seit 1883 wird in der Fachwelt über die Echtheit des Schädels heiß diskutiert – insbesondere unter Anatomen und Anthropologen. 1911 unternahm August von Froriep (1849–1917), der Enkel von Ludwig Friedrich, Ausgrabungen im Bereich der Gruft des ehemaligen Kassengewölbes und förderte 63 Erwachsenenschädel zutage. Er diagnostizierte den Schädel Nr. 34 als jenen von Schiller. 1912 präsentierte August von Froriep diesen als den zweiten Schiller-Schädel, der daher auch „Froriep-Schädel“ heißt.
Beim interdisziplinären Forschungsprojekt „Der Friedrich-Schiller-Code“ des Mitteldeutschen Rundfunks (MDR) und der Klassik-Stiftung Weimar, das das Rätsel um die Echtheit von Schillers Schädel lösen wollte, war Ralf G. Jahn als Historiker und Genealoge maßgeblich beteiligt. Die Regisseurin war Ute Gebhardt. Jahn, der „Mann im Hintergrund“, wie er im Film genannt wird, hat zunächst die Familienstammbäume der Schillerschen Familie geprüft und erweitert und nach noch lebenden Nachfahren geforscht. Insgesamt hat Jahn 3798 Vorfahren und Verwandte Schillers namentlich ermittelt. Lebende Nachfahren aus dem Mutterstamm hätten die Untersuchung erheblich vereinfacht. Jahn untersuchte erstmals den Mutterstamm Schillers und kam zu dem Ergebnis, dass es keine lebenden Nachkommen in direkter weiblicher Linie gibt.
Nachdem bewiesen war, dass der Fürstengruft-Schädel genetisch nicht zu einem Bruder der Schiller-Schwester Christophine Reinwald (1757–1847) passte, musste das Projekt erweitert werden. In diesem Zusammenhang erforschte Ralf G. Jahn die genaueren Umstände am württembergischen Hof im Zeitraum um Schillers Geburt. Die gewonnenen Indizien sprachen hypothetisch für eine Vaterschaft des Herzogs Carl Eugen von Württemberg zu Schiller. Das Haus Württemberg stellte genetisches Vergleichsmaterial zur Verfügung. Doch der Vergleich der Y-Chromosomen zeigte keinerlei Verwandtschaft in väterlicher Linie.
Die DNA-Analysen wurden von namhaften Molekularbiologen (Walther Parson, Odile Loreille, Michael Coble) in Europa (Institut für gerichtliche Medizin der Medizinischen Universität Innsbruck) und USA (Armed Forces DNA Identification Laboratory, Rockville/Maryland) ausgeführt und kamen zu dem Ergebnis, dass der „Fürstengruft-Schädel“ nicht der Schädel Schillers sein kann. Die DNA-Analysen der Verwandten, der Schwestern und der Nachkommen Schillers ergaben eindeutig Übereinstimmungen hinsichtlich der mtDNA und den Y-Chromosomen, aber keineswegs mit dem „Fürstengruft-Schädel“. Die Befunde der morphologisch-metrischen Methoden kommen im Gegensatz dazu zu dem Schluss, dass der „Fürstengruft-Schädel“ der echte Schiller-Schädel sei.
Der Anthropologe Herbert Ullrich kam zum Ergebnis, dass der Fürstengruft-Schädel „mit größter Wahrscheinlichkeit“ der echte Schiller-Schädel sei, der Genetiker und Molekularbiologe Walther Parson schließt genau dies zu 100 % aus. „Wenn der Fürstengruft-Schädel doch von Schiller sein sollte, kann Schiller nicht der Sohn seiner Mutter gewesen sein. Zudem wären seine Söhne Carl und Ernst Kuckuckskinder von demselben Liebhaber ihrer Mutter. Dieser aber“, schlussfolgert Jahn, „müsste der Sohn eines Verwandten ersten Grades von Schillers Schwester Christophine gewesen sein.“ Als Antwort (Synthese) auf die widersprüchliche Ergebnissituation von anthropologischen (These) und DNA-Untersuchungen (Antithese) bringt Ralf G. Jahn die Hypothese eines Doppelgänger-Schädels Schillers ins Spiel.
Jahn vermutet, dass das Original von Schillers Schädel irgendwann zwischen 1805 und 1826 „von einem zeitgenössischen Schädeljäger gestohlen“ und durch einen ähnlichen, dem Zahnbild des Dichters angeglichenen Schädel ausgetauscht worden sei.
Ralf G. Jahn erstellte nach akribischer Auswertung einer großen Anzahl von Publikationen, Schriften und Akten die Hypothese, dass niemand anderer als Ludwig Friedrich von Froriep die Gelegenheit, den Sachverstand und die Motivation gehabt hätte, den wahren Schiller-Schädel vorsätzlich auszutauschen. Dieser war nicht nur ein überzeugter Anhänger der Lehre des Phrenologen Franz Joseph Gall, sondern besaß auch eine der umfangreichsten Schädel- und Knochensammlungen seiner Zeit, die ganz in der Nähe vom Kassengewölbe, der Begräbnisstätte Schillers, aufbewahrt wurde.
Aufgrund dieser „starken Hypothese“ (Hellmut Seemann, Präsident der Stiftung Klassik Weimar) von Ralf G. Jahn hat Ursula Wittwer-Backofen im Auftrag des MDR in den Schädelsammlungen von Tübingen und Halle nach dem echten Schillerschädel gesucht. Auch sie ist davon überzeugt, dass der Fürstengruft-Schädel ein Doppelgänger-Schädel Schillers ist. Das Ergebnis wurde vom MDR am 15. November 2009 unter dem Titel „Schillers Schädel-Schicksal“ ausgestrahlt. Jahn hat drei Bücher zum Themenkomplex verfasst.
Fazit: Die Schiller-DNA konnte rekonstruiert werden, seine sterblichen Überreste sind verschollen, könnten aber im Falle eines Auftauchens eindeutig identifiziert werden, der zweite Schiller-Schädel („Froriep-Schädel“) stammt vom Hoffräulein Luise von Göchhausen (1752–1807) und der dritte Schiller-Schädel (s. u.) stammt von Herzog Ernst August I. von Sachsen-Weimar. Als Goethe die Terzinen „Bei Betrachtung von Schillers Schädel“ schrieb, hatte er den Fürstengruft-Schädel vor sich. Von diesem besaß er auch einen Gipsabguss.
Malte Herwig vom SPIEGEL bezeichnete den Film „Der Friedrich-Schiller-Code“, bei dem Jahn eine „Schlüsselrolle“ (Walther Parson) gespielt hat, als „Meisterklasse der Forschung“, ein „spannendes Lehrstück über die Wissenschaft“.
Im Schiller-Museum (Schillerhaus Weimar) fand vom 24. September 2009 bis 31. Januar 2010 eine Ausstellung zum Thema „Schillers Schädel. Physiognomie einer fixen Idee“ statt, die in Teilen auf den Ergebnissen des gemeinsamen Projekts „Der Friedrich Schiller-Code“ des MDR und der Klassik Stiftung Weimar basiert. Begleitend zur Ausstellung ist im Wallstein-Verlag eine umfangreiche Publikation erschienen.
Die Stiftung Klassik Weimar entfernte das falsche Schiller-Skelett aus der Gruft, zurück blieb ein einzelner leerer Schillersarg. Die einst Schiller zugeschriebenen Gebeine wurden auf dem benachbarten Friedhof in ein anonymes Grab umgebettet. Schillers Sarg ist seitdem leer. Die beiden „Schiller-Schädel“ werden vom Landesamt für Denkmalpflege und Archäologie für mögliche weitere Analysen aufbewahrt. Der Göchhausen-Schädel („Froriep-Schädel“) soll wieder bestattet werden. Der passende Ort wäre seiner Meinung nach das Kassengewölbe auf dem Jakobskirchhof, wo Göchhausen und Schiller einst beigesetzt wurden, so der Präsident der Klassik Stiftung Weimar (2017). Der Fürstengruft-Schädel solle dagegen nicht bestattet werden, weil er kulturhistorisch größere Bedeutung habe. Denkbar sei, ihn künftig im Museum für Ur- und Frühgeschichte Thüringens, in den Naturhistorischen Sammlungen im Goethehaus oder wieder in der Fürstengruft auf dem Historischen Friedhof zu platzieren.

### Fall Romanow
Beim Fall „Friedrich-Schiller-Code“ fand sich in der Weimarer Fürstengruft statt des zweiten Schiller-Schädels („Froriep-Schädel“) ein unbekannter Schädel, den die Forscher „RZ“ (Reiner Zufall) nannten, gewissermaßen der dritte Schiller-Schädel. Doch mit Schillers DNA-Linie hatte er nichts zu tun. Anhand einer Y-STR-Analyse konnten die Forscher nachweisen, dass RZ zur Linie Sachsen-Weimar-Eisenach gehörte. Walther Parson fiel auf, dass die mtDNA-Sequenz von RZ mit der mtDNA-Sequenz übereinstimmte, die er (Parson) und Peter Gill bei der Zarin Alexandra analysiert hatten. Das bedeutete: Der Schädel RZ gehörte zu einer Person, die über die rein mütterliche Linie mit der Zarin Alexandra von Russland verwandt war. Mehr konnten die Genetiker nicht herausbekommen. Ralf G. Jahn löste das Rätsel um den Verwandten der Zarin, indem er den Einzigen identifizierte, der sowohl im Y-STR-Profil als auch in der mtDNA passen konnte: Herzog Ernst August I. von Sachsen-Weimar (1688–1748), indem er den Mutterstamm der letzten russischen Kaiserin rekonstruierte. Von den Trägern der Genkombination – Romanow-Verwandtschaft mütterlicherseits, Wettiner väterlicherseits – war nur ein einziger im Alter von 60 Jahren verstorben und in der Weimarer Fürstengruft beigesetzt worden: Herzog Ernst August I. von Sachsen-Weimar. Dieser war über seine Urgroßmutter, Herzogin Maria Elisabeth von Sachsen (1610–1684), über die mütterliche Linie direkt verwandt mit der letzten Zarin von Russland. Die bis dahin in Russland umstrittene DNA der Romanows konnte durch diesen Umkehrschluss bestätigt, die letzten beiden Zarenkinder identifiziert werden.

### Fall Hitler
Ralf G. Jahn, der eine Chronik über die Familie Hitler geschrieben hat („Hitlers Familiengeheimnis – Geschichte und Genealogie der Vorfahren und Verwandten von Adolf Hitler“), ist Protagonist der TV-Dokumentation „Adolf Hitler – mein Großvater?“ von Ute Gebhardt. Durch historische und genetische Forschungen wurde eindeutig bewiesen, dass Jean-Marie Loret nicht der uneheliche Sohn Hitlers gewesen sein kann.
Jahn stellt im Film eine Hypothese über den Zusammenhang zwischen Hitlers Rassenpolitik und seinem Familiengeheimnis auf. Hitlers relativ gemäßigte Phase zwischen 1930 und 1937 sei unter anderem darauf zurückzuführen, dass Hitler während dieses Zeitfensters damit rechnen musste, Vierteljude zu sein. Dies habe den besessenen Antisemiten innerlich verunsichert. Nachdem der Genealoge Adolf Koppensteiner 1937 gewissermaßen „Entwarnung“ gab, radikalisierte sich Hitler beträchtlich. Zwischen Hitlers eigener Familiengeschichte und der „Diktatur der Ahnentafel“ des Nationalsozialismus bestehe ein Zusammenhang.
Jahn beriet den Sender Channel 4 bei der TV-Dokumentation „Dead Famous DNA 3of3 Adolf Hitler and Eva Braun“ (Mark Evans). In diesem Zusammenhang wurde die DNA von Eva Braun analysiert.

### Fall Dunkelgräfin/Ludwig XVII.
Für das Forschungsprojekt „Dunkelgräfin von Hildburghausen“ des Mitteldeutschen Rundfunks (MDR) hat Ralf G. Jahn erneut den Part des Historikers und Genealogen übernommen. Das Ergebnis ist, dass die Frau, die als die Dunkelgräfin bestattet worden war, nicht die Madame Royale (Tochter der Königin Marie Antoinette von Frankreich) gewesen sein kann. Im Umkehrschluss konnte aber die bis dahin umstrittene mtDNA der Madame Royale und damit auch die ihres Bruders Ludwig XVII. bestätigt werden. Damit ist endgültig bewiesen, dass dieser 1795 im Temple verstarb. Der Film „Neues von der Dunkelgräfin von Hildburghausen“ folgte 2018. Die Frage, ob die echte Madame Royale ausgetauscht wurde oder nicht, ist noch nicht beantwortet worden. Bewiesen wurde lediglich, dass die „Dunkelgräfin“ mit diesem hypothetischen Austausch nichts zu tun hatte.

### DNA-Tests bei Napoleon I. und Napoleon III.
In seinem Buch „Napoleons Clan“, verlegt vom MatrixMedia Verlag von Heinrich Prinz von Hannover, wird unter anderem der Frage nachgegangen, ob Napoleon III. genetisch wirklich der Neffe von Napoleon I. war. Genetische Untersuchungen haben ergeben, dass Charles Napoléon (Ururenkel von König Jerome von Westphalen), Alexandre Colonna-Walewski (Urururenkel von Napoleon I.) und Mike Clovis (Urururenkel von Lucien Bonaparte) genealogisch und genetisch demselben Mannesstamm angehören. Alle drei sind direkte Nachkommen von Carlo Buonaparte (1746–1785). Während Napoleon I. zur Haplogruppe E-M34 gehörte, gehörte Napoleon III. zur Haplogruppe I2-L801 > Z170 > CTS6433. Demzufolge ist entweder König Louis von Holland nicht der Vater von Napoleon III. oder Carlo Buonaparte nicht der Vater von Louis gewesen. Aufgrund der genetischen Forschungsergebnisse sieht es so aus, als habe die Frau eines Bonaparte mit der Haplogruppe E1b11b1c1 eine Affäre mit einem Mann mit der Haplogruppe I2 gehabt. Louis selbst leugnete seine Vaterschaft in Bezug auf den späteren Kaiser Napoleon III., akzeptierte sie manchmal aber doch.

### War Kaspar Hauser ein Adoptivenkel Napoleons?
Schon die Zeitgenossen Kaspar Hausers (einschließlich der hochadeligen) wussten nicht wirklich, ob er der Erbprinz von Baden war oder nicht (dessen Mutter Großherzogin Stephanie von Baden war eine Adoptivtochter Napoleons I.). Einige meinten oder glaubten es. Andere wiederum versuchten, den Fall in die eine oder andere Richtung zu instrumentalisieren („falscher Demetrius“). Zu diesem Thema gibt es zwei DNA-Untersuchungen: 1996 eine im Auftrag des Nachrichtenmagazins Der Spiegel und 2002 eine andere im Auftrag des ZDF, die zu unterschiedlichen Ergebnissen gelangt sind. Im Augenblick gibt es keinen Beweis, dass Kaspar Hauser mit dem Hause Baden verwandt ist; allerdings sollte man es auch nicht als unmöglich ausschließen. Nach der gründlichen Analyse beider Untersuchungen, kommt Jahn zu dem Ergebnis: „Die Erbprinzentheorie ist beim jetzigen Stand weder bewiesen noch widerlegt.“ „Eine DNA-Untersuchung könnte klären, ob der als Erbprinz begrabene Säugling ein Sprößling des Hauses Baden war oder nicht.“ Unabhängig davon, ob Kaspar Hauser wirklich der Erbprinz war oder nicht (die Frage ist offen), war seine Person ein Politikum, wurde sein Fall aus politischen Gründen instrumentalisiert, um Baden zu schaden und/oder das Gebiet um Heidelberg und Mannheim wieder mit den Wittelsbacher Landen zu vereinigen.

## Werke

### Veröffentlichungen (in Auswahl)
- Die Schlacht bei Linnich 1444 (= Jülicher Forschungen. Heft 2). Jülich 1994.
- Der Römisch-Germanische Krieg (9–16 n. Chr.). Diss. Bonn 2001.
- Mehrere Beiträge in: Johannes Stinner und Karl-Heinz Tekath (Hrsg.): Gelre – Geldern – Gelderland. Geschichte und Kultur des Herzogtums Geldern. Geldern 2001 (Veröffentlichungen der Staatlichen Archive des Landes Nordrhein–Westfalen, Reihe D, Band 30).
- als Herausgeber mit Karl-Heinz Tekath und Bernhard Keuck: Ein guter Nachbar ist ein edel Kleinod. Das Herzogtum Geldern im Spannungsfeld von Bündnis und Konkurrenz an Maas, Rhein und IJssel. Referate der 10. Niederrhein-Tagung des Arbeitskreises niederrheinischer Kommunalarchivare für Regionalgeschichte (16./17. März 2000 in Kevelaer). Geldern 2005.
- 30 Jahre Kreis Kleve. Politik und Verwaltung 1975–2004 (Schriftenreihe des Kreises Kleve, Band 9).
- 700 Jahre Veert – Chronik eines Dorfes. Geldern 2007.
- Freiherr von Vittinghoff-Schell und die Politik. In: Gemeindearchiv Weeze (Hrsg.): Felix Freiherr von Vittinghoff gen. Schell 1910–1992. In: Weezer Archiv – Schriftenreihe der Gemeinde Weeze, Band 5, Weeze 2010, S. 97–174.
- Historische Beratung bei: Johann Heinrich Barth: Genealogisch-Etymologisches Lexikon. 5 Bände, Gen-Roms.de, Oberhausen 2006–2019 (auch als digitale Datenbank, erschienen 2006).

### Mitwirkung an TV-Dokumentationen
- Der Friedrich-Schiller-Code (MDR), 2008.
- Schillers-Schädel-Schicksal (MDR), 2009.
- Die Dunkelgräfin von Hildburghausen (MDR), 2014.
- Adolf Hitler – mein Großvater? (Puls 4), 2016.
- Death Famous DNA, Part 3 – Adolf Hitler and Eva Braun (Channel 4), 2016.
- Neues zur Dunkelgräfin von Hildburghausen (MDR), 2018.